# Rogério Gonçalves
Rogério de Sousa Gonçalves (Lanheses, 1º ottobre 1959) è un allenatore di calcio portoghese.